# 長崎医科大学 (旧制)
旧制長崎医科大学（きゅうせいながさきいかだいがく）は、1923年（大正12年）4月、長崎市に設立された旧制官立大学。略称は「長崎医大」。
この項目では長崎医学専門学校（長崎医専）などの源流・前身諸校についても述べる。

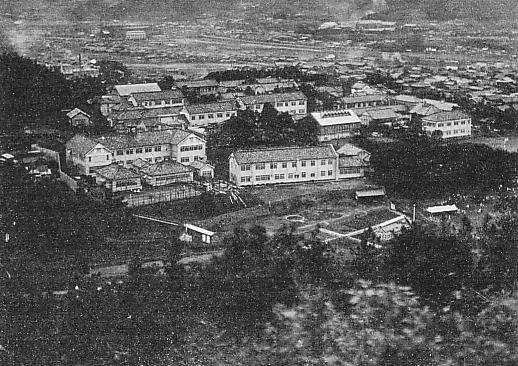
1930年頃の長崎医科大学

| 長崎医科大学 （長崎医大） | 長崎医科大学 （長崎医大） |
| ------------------------- | ------------------------- |
| 創立                      | 1923年                    |
| 所在地                    | 長崎市                    |
| 初代学長                  | 山田基                    |
| 廃止                      | 1960年                    |
| 後身校                    | 長崎大学                  |
| 同窓会                    | 長崎医学同窓会            |

## 概要
- 第一次世界大戦後の高等教育拡充計画のもとで医学専門学校から昇格して設立された官立医科大学6校のうちの一つであり、その起源は明治初年に設立された長崎（県）医学校（ひいては幕末期、1857年のポンペによる医学伝習所）にまで遡る（このため医大の後身である長崎大学医学部はポンペが講義を開講した日付である11月12日「開学記念日」とし、ポンペを「開学の祖」としている。詳細は長崎養生所参照）。
- 修業年限4年の医学部のほか、附属薬学専門部（附属薬専 / 修業年限3年）・臨時附属医学専門部（のち附属医学専門部（附属医専））を設置した（1940年時点）。
- 原爆に被災した世界唯一の医科大学である（同じ被爆地の広島では、原爆被災の時点で医専（広島県立医専）は発足していたものの、医科大学は存在していなかった）。
- 新制長崎大学に包括され、医学部・薬学部・附属病院の構成母体となった。旧官立6医大以来の歴史を持つことから、長大医学部はいわゆる「旧六医科大学（旧六）」の一つに数えられている。
- 同窓会として「研瑤会」（けんようかい）が結成された。同会はのち浦陵会への改称を経て、現在は長崎大学医学部と共通の同窓会「長崎医学同窓会」となっている。

## 沿革

### 五高医学部時代（1887 - 1901年）
- 1887年（明治20年）8月27日 - 長崎に第五高等中学校医学部を設置することが決定。その後、敷地を浦上と決定。
- 1888年（明治21年）
  - 3月23日 - 長崎医学校校長吉田健康を第五高等中学校医学部長に任命する。
  - 3月31日 - 県立長崎医学校が廃止され、小島[1]の校舎・敷地を第五高等中学校医学部に移管。
    - 長崎医学校内の獣医部は長崎獣医校に改称後、長崎区立長崎商業学校[2]内に移転。

  - 4月10日 - 九州各地区の元医学生徒369名を入学させ、仮開校式を挙行。
  - 4月16日 - 授業開始。
  - 9月 - 医学部の第1回入学式を挙行。
  - 10月14日 - 開校。
- 1890年（明治23年）6月18日 - 薬学科（長崎大学 薬学部の前身）を設置。[3]
- 1891年（明治24年）
  - 9月11日 - 西彼杵郡浦上山山里村（現 長崎市山里町）に新校舎の一部が完成し、医学部医学科と薬学科が移転。小島校舎は分教場とし、主に4年生の臨床講義場とした。
  - 11月1日 - 寄宿舎「習学寮」を開く。2年生以上は入寮。
- 1892年（明治25年）
  - 3月7日 - 山里村に新校舎が完成し、第3回卒業式を兼ねて、新築落成式を挙行。同窓会・研究団体として「研瑤会」が発足。
- 1894年（明治27年）
  - 8月12日 - 臨時速成看護婦養成所を設立。（長崎大学医学部保健学科の源流）
  - 9月11日 - 第五高等学校医学部と改称。

### 医専時代（1901 - 23年）
- 1901年（明治34年）
  - 4月1日 - 第五高等学校から医学部が独立し、長崎医学専門学校となる。初代校長は田代正。本科のほか薬学科を設置。
  - 12月 - 山里村に本部・薬局・診療所が完成し、県立長崎病院が移転。
- 1902年（明治35年）4月 - 県立長崎病院の開院式を挙行。
- 1903年（明治36年）10月 - 県立長崎病院に附属看護婦養成所（養成期間1年間[4]）を設置。
- 1917年（大正6年）12月18日 - 斎藤茂吉が長崎医専精神科教授となり、単身赴任。（1921年（大正10年）3月16日まで）
- 1920年（大正9年）- 大学令による医専の大学昇格が決定。
- 1922年（大正11年）4月1日 - 県立長崎病院が国に移管され、長崎医学専門学校附属病院と改称し、附属看護婦助産婦養成所を設置。
- 1923年（大正12年）3月31日- 長崎医学専門学校が廃止。

### 医大時代（1923 - 1960年）
- 1923年（大正12年）
  - 4月1日 - 長崎医科大学を設立[5]。
    - 初代学長 - 山田基
    - 併置施設 - 附属医院（看護婦助産婦養成所）・附属医学専門部・附属薬学専門部（医専薬学科を改称）

  - 医科大・長崎県医師会の協力により「長崎医学会」が発足。研瑤会は同窓会として再編。
- 1925年（大正14年）
  - 附属医院、鉄筋コンクリート造の病棟の新築開始。
  - 3月31日 - 附属医専を廃止。
- 1926年（大正15年）9月7日 - 附属図書館を設置。（長崎大学附属図書館医学部分館の前身）
- 1927年（昭和2年）3月 - 第1回卒業式を挙行。
- 1929年（昭和4年）
  - 2月 - 附属医院の看護婦助産婦養成所を産婆看護婦養成所と改称。
  - 4月12日 - 野母臨海実験所を設置。
- 1933年（昭和8年）12月 - 学位請求論文の審査に関わる附属医院長・勝矢信司への贈収賄事件が発覚。勝矢ら4教授は辞任し、小室学長も更迭・高山学長が就任した。（詳細は「科学における不正行為」の当該項目を参照）
- 1935年（昭和10年）7月1日 - 雲仙診療施設を開院。毎年夏季2ヶ月間のみ開かれ、太平洋戦争開始前まで存続。
- 1939年（昭和14年）5月13日 - 戦時体制下での軍医養成のため7帝大および他の官立6医大とともに臨時附属医学専門部を設置。
- 1940年（昭和15年）- 大陸医学研究所（病理部のみ）を設置。
- 1942年（昭和17年）3月23日 - 勅令第182号により、大陸医学研究所を拡充改組し、東亜風土病研究所を設置。
- 1944年（昭和19年）4月1日 - 臨時附属医専を附属医学専門部と改称。
- 1945年（昭和20年）
  - 6月 - 勅令第372号により附属医院の産婆看護婦養成所を厚生女学部と改称。養成期間を3年に延長し産婆科を設置。
  - 8月1日 - 白昼、米軍機により附属医院へ爆撃。
  - 8月9日 - 原爆被災により校舎・施設壊滅。学長をはじめとして教職員・学生など892名が犠牲となる[6]。
  - 9月 - 大学再興を決議。
  - 10月 - 講義を再開。
- 1946年（昭和21年）4月1日 - 勅令第206号により東亜風土病研究所を風土病研究所[7]と改称。
- 1947年（昭和22年）
  - 5月14日 - 附属医専を廃止し、長崎高等学校設立。
    - 戦災による甚大な被害が「再建に支障」と判断されたもので、附属医専の廃止は全国唯一。在学生は特設高校および他の医専・附属医専部への転校をよぎなくされた。

  - 10月 - 家畜医学研究所設置（1949年（昭和24年）長崎医大附置研究所となる）。
  - 11月 - 復帰式を挙行。
- 1948年（昭和23年）4月 - 附属医院厚生女学部に甲種（修業年限3年）・乙種（同2年）を設置。
- 1949年（昭和24年）
  - 5月27日 - 昭和天皇が大学に行幸（昭和天皇の戦後巡幸）。永井教授を慰問[8]。
  - 5月31日 - 新制長崎大学発足にともない包括され、長崎大学長崎医科大学と改称。附属医院厚生女学部は医学部附属厚生女学部に移行。
- 1951年（昭和26年）3月 - 附属薬専を廃止。厚生女学部乙種を廃止。
- 1954年（昭和29年）3月 - 旧制医大最後の卒業式を挙行。
- 1960年（昭和35年）3月31日 - 長崎医科大学を廃止。

## 歴代学長

### 第五高等（中）学校医学部長（主事）
- 吉田健康（1888年3月23日 - 1897年9月3日没）

長崎病院長と兼任（以下同じ）。
1893年10月まで第五高等中学校医学部長。
1893年10月 - 1894年9月11日：同上主事。
1894年9月11日 - 1897年9月3日：第五高等学校医学部主事。
1897年9月3日 - 9月11日：主事心得・栗本東明。
- 大谷周庵（1897年9月11日 - 1898年2月2日）
- 村上安蔵（1898年2月2日 - 1899年5月23日）
- 田代正（1899年5月23日 - 1901年3月31日）

### 長崎医学専門学校長
- 初代：田代正（1901年4月1日 - 1917年5月10日）

長崎病院長と兼任（1922年4月1日まで以下同様）。
1901年4月1日 - 6月5日：校長心得。
1917年5月10日 - 12月8日：事務取扱・村上安蔵。
- 第2代：尾中守三（1917年12月8日 - 1920年4月16日没）

1917年12月8日 - 1919年12月24日：事務取扱。
1920年4月16日 - 8月12日：事務取扱・国友鼎。
- 第3代：山田基（1920年8月12日 - 1923年3月31日）

### 長崎医科大学長
- 初代：山田基（1923年4月1日 - 1925年7月1日）

1924年5月20日 - 1925年1月24日：学長留学による事務代理・国友鼎。
- 第2代：林郁彦（1925年7月1日 - 1933年3月25日）

1927年12月27日 - 1929年7月3日：学長留学による事務代理・浅沼武夫。
- 第3代：小室要（1933年3月25日 - 1934年2月24日）
- 第4代：高山正雄（1934年2月24日 - 1936年7月4日）
- 第5代：角尾晋（1936年7月4日 - 1945年8月22日没）

1942年5月4日以降、東亜風土病研究所長を兼任。被爆死。
- 第6代：古屋野宏平（1945年8月22日 - 1948年1月23日）

1945年8月22日 - 12月22日：事務取扱。
東亜風土病研究所長を兼任（1946年4月1日以降は風土病研究所長）
- 第7代：高瀬清（1948年1月23日 - 1950年4月1日）

1948年1月23日 - 1948年12月5日：事務取扱。　
風土病研究所長を兼任。
1949年5月31日 - 7月29日：長崎大学医学部長と兼任。
- 第8代：影浦尚視（1950年4月1日 - 1953年4月1日）

1949年7月29日 - 1951年10月1日：長崎大学医学部長と兼任。
- 第9代：和泉成之（1953年4月1日 - 1955年4月1日）
- 第10代：北村精一（1955年4月1日 - 1960年3月31日）

1958年11月18日まで長崎大学医学部長と兼任。

### 附属専門部長
附属医学専門部長
- 角尾晋（1940年5月 - 1944年3月30日）

臨時附属医学専門部長。学長と兼任。
- 高木純五郎（1944年3月31日 - 1945年8月9日没）

これ以降附属医学専門部長。被爆死。
- 古屋野宏平（1945年8月 - 1947年5月14日）

学長と兼任。
附属薬学専門部主事・部長
- 加藤静雄（1923年4月 - 1925年4月）

附属薬学専門部主事（以下1944年4月まで同じ）
- 川上登喜二（1925年4月 - 1927年12月）
- 高畠清（1927年12月 - 1932年4月）
- 川上登喜二（1932年4月 - 1936年3月）
- 大倉東一（1936年3月 - 1939年3月）
- 植田高三（1939年3月 - 1942年3月）
- 江口虎三郎（1942年3月 - 1947年3月）

1944年4月以降、附属薬学専門部長。
1947年3月 - 1948年11月：一番ヶ瀬尚が部長代理。
- 川上登喜二（1948年11月 - 1949年5月）

1949年5月より長崎大学薬学部長。

## 校地の変遷と継承

### 被爆以前の浦上校地
第五高等中学校医学部設立当時の校地は、長崎養生所以来の小島郷字稲荷岳の校地（小島校地,現・長崎市立佐古小学校校地）を継承していたが、1891年9月11日、県下西彼杵郡浦上山里村里郷（1920年10月長崎市に編入合併 / 現・坂本町）に新校舎が建設されて移転し、在来の小島校地は分教場とされた。以後浦上校地は医専・医大に継承され、医大の原爆被災まで存続した。また正門（現在の長崎大学医学部裏門）を入って右手奥にある丘は、「虞美人草の咲く路の丘」略して「グビロが丘」と呼ばれ、丘の上の広場には医学校当時の木造2階建ての洋館が小島から移築された（1930年7月の暴風雨で倒壊した）こともあり、この丘は新校地のシンボルとなった。

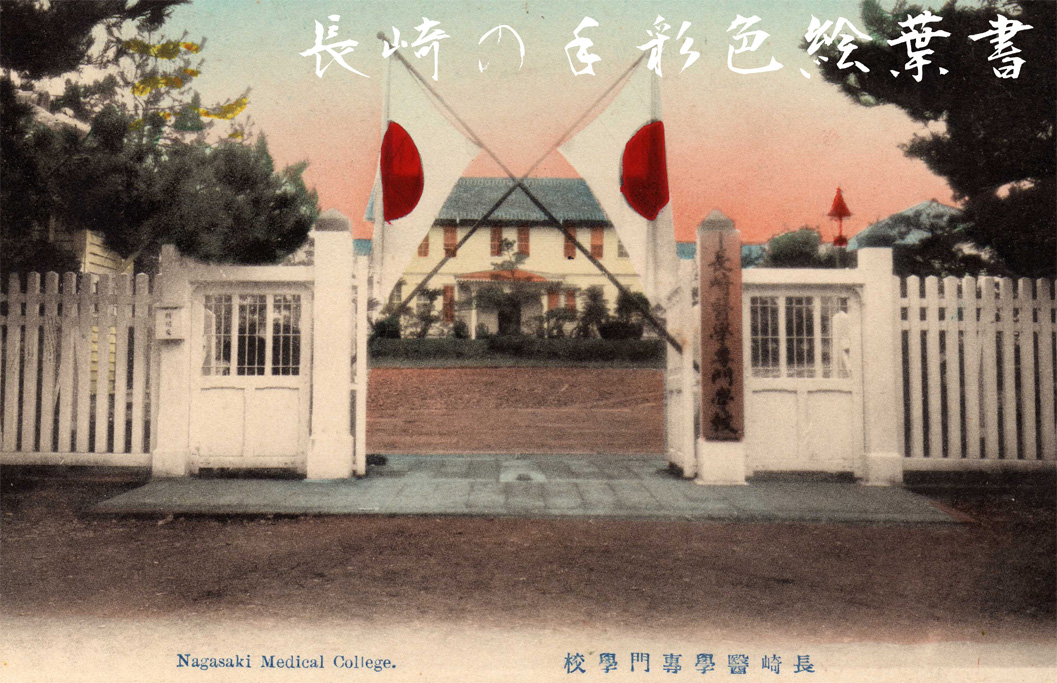
明治期の長崎医学専門学校（浦上校地）
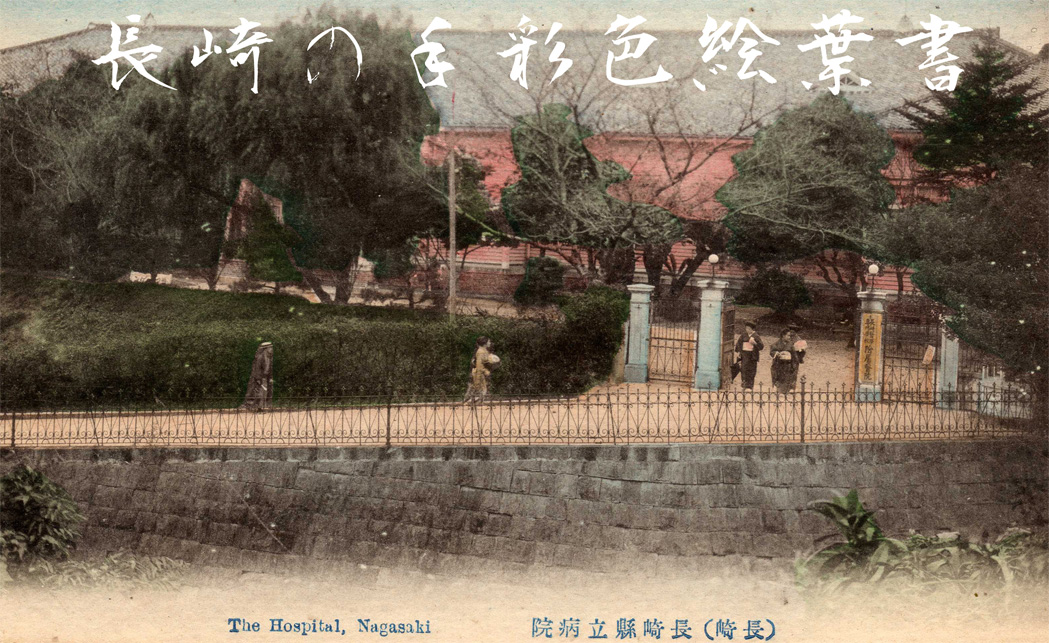
大正期の長崎医学専門学校附属医院

### 原爆被災から浦上校地復帰まで
1945年8月の原爆被災で浦上校地の全校舎・病院施設が壊滅し使用不能となったため、その直後から大学本部は片渕の長崎商工会議所、長崎経済専門学校、次いで新興善国民学校に移転され、同国民学校を臨時の附属医院として膨大な数の被爆者の診療を行った（新興善校舎）。同年9月には大村市の旧海軍病院で診療・講義が開始（大村校舎）、翌46年にこれが諫早の旧佐世保海軍病院分院に移転した（諫早校舎）。ついで1947年には浦上の附属医院外来本館の修理が始まり、大学本部の一部と基礎医学教室が同館に復帰した。しかし諫早・新興善に残る臨床各教室（各科）が浦上に復帰し、附属病院（附属医院を改称）が完全に復旧したのは新制長崎大学発足後の1950年である。以後、浦上校地は長崎大学医学部（および歯学部）キャンパス（坂本町キャンパス）として継承され、現在に至っている。

## 原爆による被害

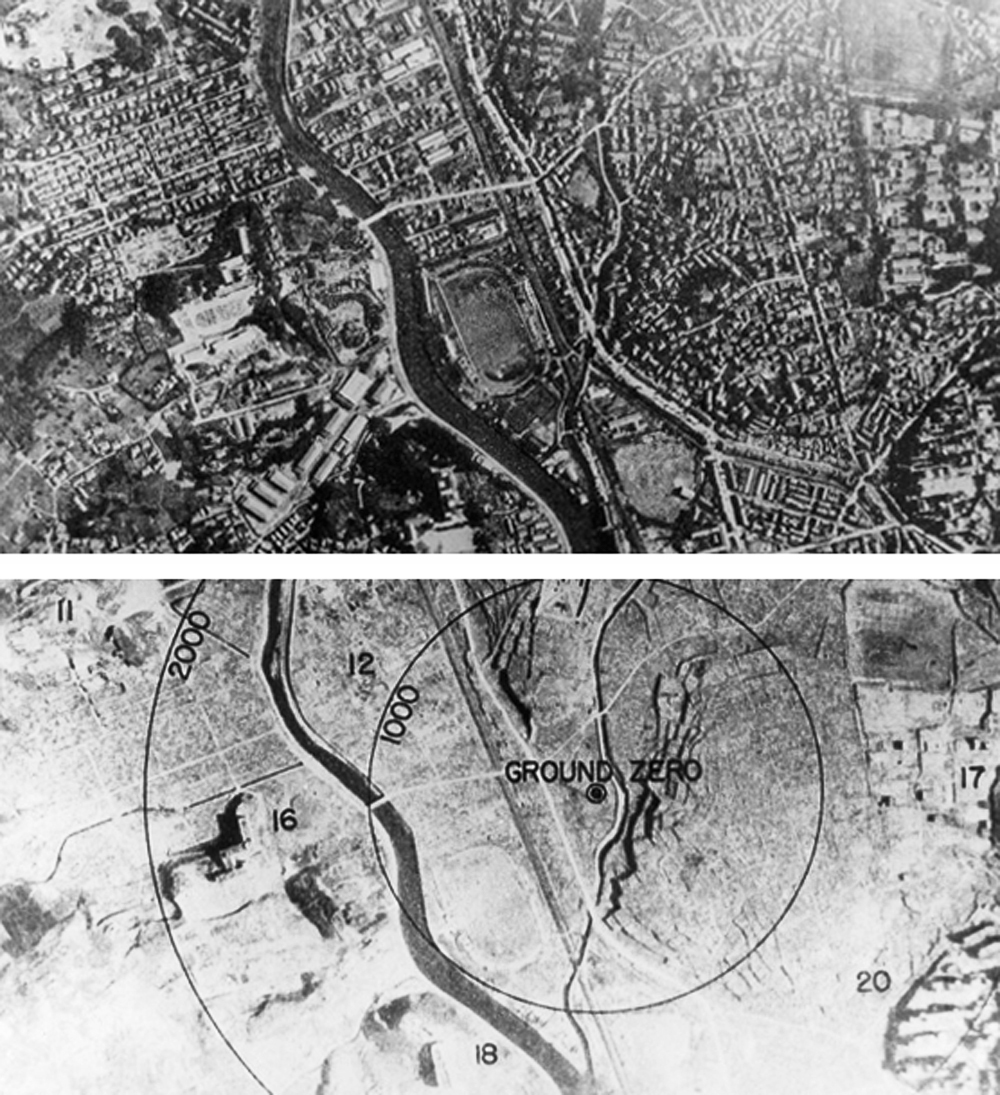
原爆投下前（上）・後（下）の航空写真。17（画面右端のやや上側）が長崎医科大学、20（大学の南側）が附属医院。同心円の数字の単位はフィート

### 概観
（官立）医科大学の所在地である長崎では、戦災時には医大が救援活動の中心的な役割を担うことが期待されていた。しかし皮肉にも原爆は長崎医大そのものを直撃することになった。すなわち、1945年8月9日午前11時2分、爆心地（市内松山町）より600 - 800mの至近距離に位置していた長崎医大は、基礎教室・臨床教室（附属医院）・附属医専・附属薬専・東亜風土病研究所・看護婦寄宿舎など全ての校舎・施設が一瞬のうちに倒壊・炎上し、この時点で講義・診察中であった教官・学生・看護婦・事務職員ら合計892名が犠牲となった。これに加え多数の入院・外来患者も犠牲となり、（直前の8月1日の空襲で附属医院が爆撃されていたため、入院患者の多くは退院、外来患者は制限されていたものの）その数は約200名とされるが実数は把握できない。特に木造の基礎教室（爆心地より約550m）で受講していた医大生・附属医専生400名余は、大半が爆風で倒壊した校舎の下敷きになり火災により焼死（教官・学生が講義の時の位置そのままで白骨化していた教室もあった）、運良く校舎から脱出できたものも被爆後1ヶ月以内に死亡したため全滅となった。これに対し、RC造の堅固な建物であった臨床教室（爆心地より約700m）で卒業試験のため出席していた医科大4年生と附属医専3年生の中には、被爆時の場所によっては九死に一生を得たケースもあった。

### 角尾学長の死去
角尾晋学長は、被爆の直前、東京出張からの帰途の8月7日、被爆翌日の広島を歩いて惨状を目の当たりにし、翌8日医大に帰任してその詳細を学生・教職員に報告していた。長崎での被爆時には角尾学長は内科病棟で診察中であったが、爆心地方面に近い北側の窓から爆風の直撃を受け重傷を負い、8月22日避難先の防空壕で死去した。角尾学長のほかには附属医院長の内藤勝利教授が圧死、附属医専部長の高木純五郎教授も重度の急性原爆症に冒されほどなくして死去した。同じく勤務中被爆したものの比較的軽傷で角尾から後事を託された古屋野宏平・調来助両教授は、それぞれ学長事務取扱、附属医院長となり、大学の再建および被爆者の治療が進められた。とくに放射線科の永井隆助教授は自らも重傷を負いながら8月12日以降「救護班」を組織して傷ついた市民に対する医療活動を進め、9月20日彼自身が一時昏睡状態に陥り解散をよぎなくされるまで活動を続けた。この活動の記録は10月、危機を脱した永井により『原子爆弾救護報告書』にまとめられて医大に提出され、被爆直後の実態や初期の医療活動を知るための貴重な資料となっている。

### 大学の機能移転
大学の建物が倒壊したことから、大学本部を長崎経済専門学校へ、教室を大村海軍病院へ、付属薬専を佐賀市に、附属病院を長崎新興善国民学校へと機能分散が行われた。大学は大村海軍病院を医大に転用するよう佐世保鎮守府に対し要請を行ったが、「目下の日本の情勢では大学教育を必要としない」「南方から引き揚げてくる傷痍軍人の病院として残さねばならない」として却下された。

### 慰霊碑の建立
かろうじて即死を免れた多くの重傷者が逃げのび、命を落とした構内「グビロが丘」（先述）では、敗戦後の10月から11月にかけて数多くの学生たちの遺体が収集・埋葬された。これによりグビロが丘は原爆の惨劇を象徴する聖地として位置づけられるようになり、1947年にはこの丘に、大講堂の玄関に用いられていた花崗岩を用いて慰霊碑が建立された（現在の碑は1955年に建てられたもの）。旧医大校地（現・長崎大医学部キャンパス）内で、このほかに原爆被災を記念するモニュメントとしては、角尾晋学長の銅像、爆風により前に9cmずれ傾き台座との間で隙間が空いたまま現場保存されている旧医大正門の門柱（現医学部裏門）がある。
この正門門柱は「長崎原爆遺跡」として国の史跡に指定されている。門柱には「わが師わが友、850有余もが死に果てし、長崎医科大学の正門門柱にて、被爆当時のままの状態を生々しくここに見る」との碑文が刻まれ、被爆時の爆風圧を測定する基礎データとしても利用された。

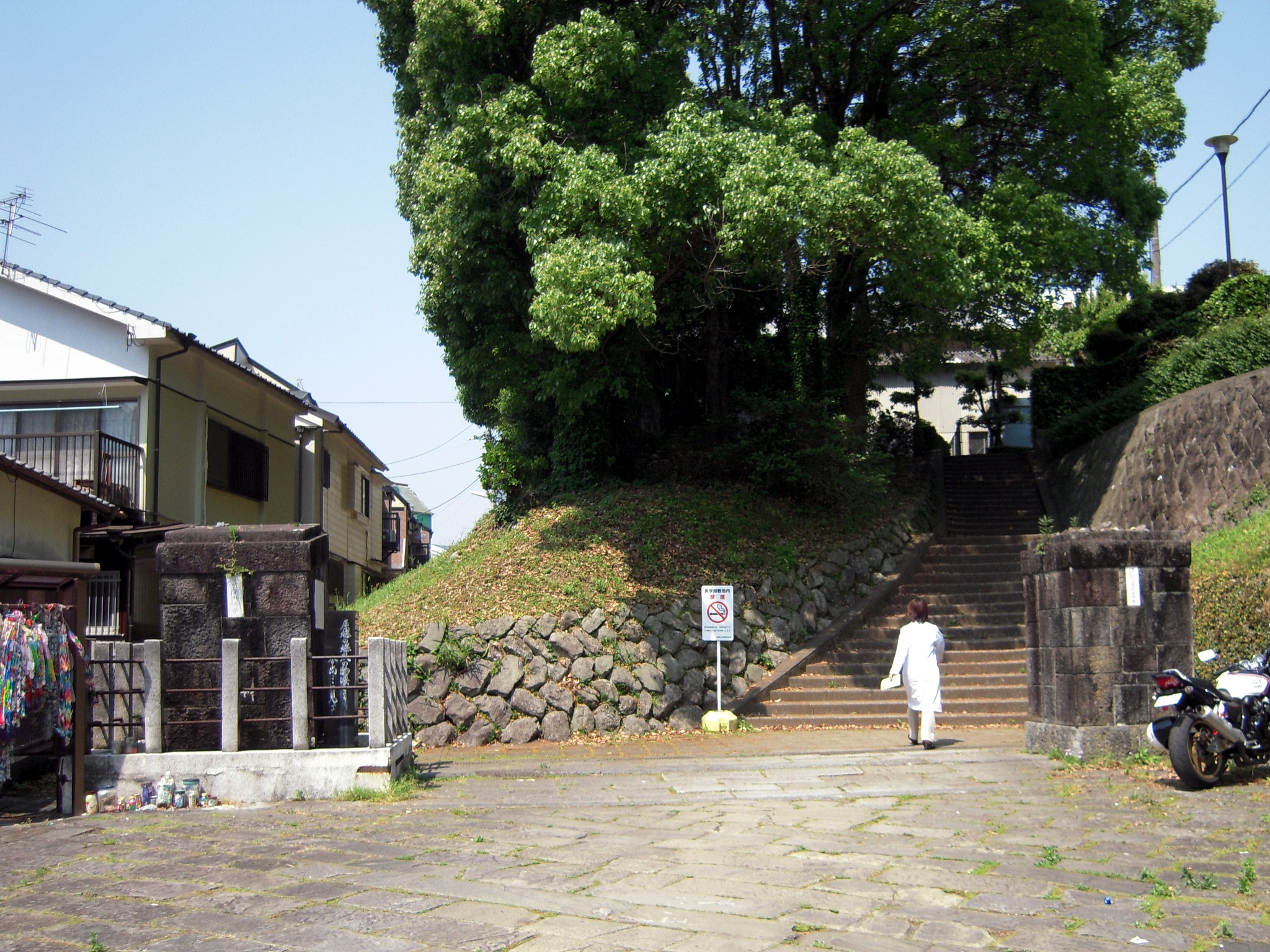
旧長崎医大正門
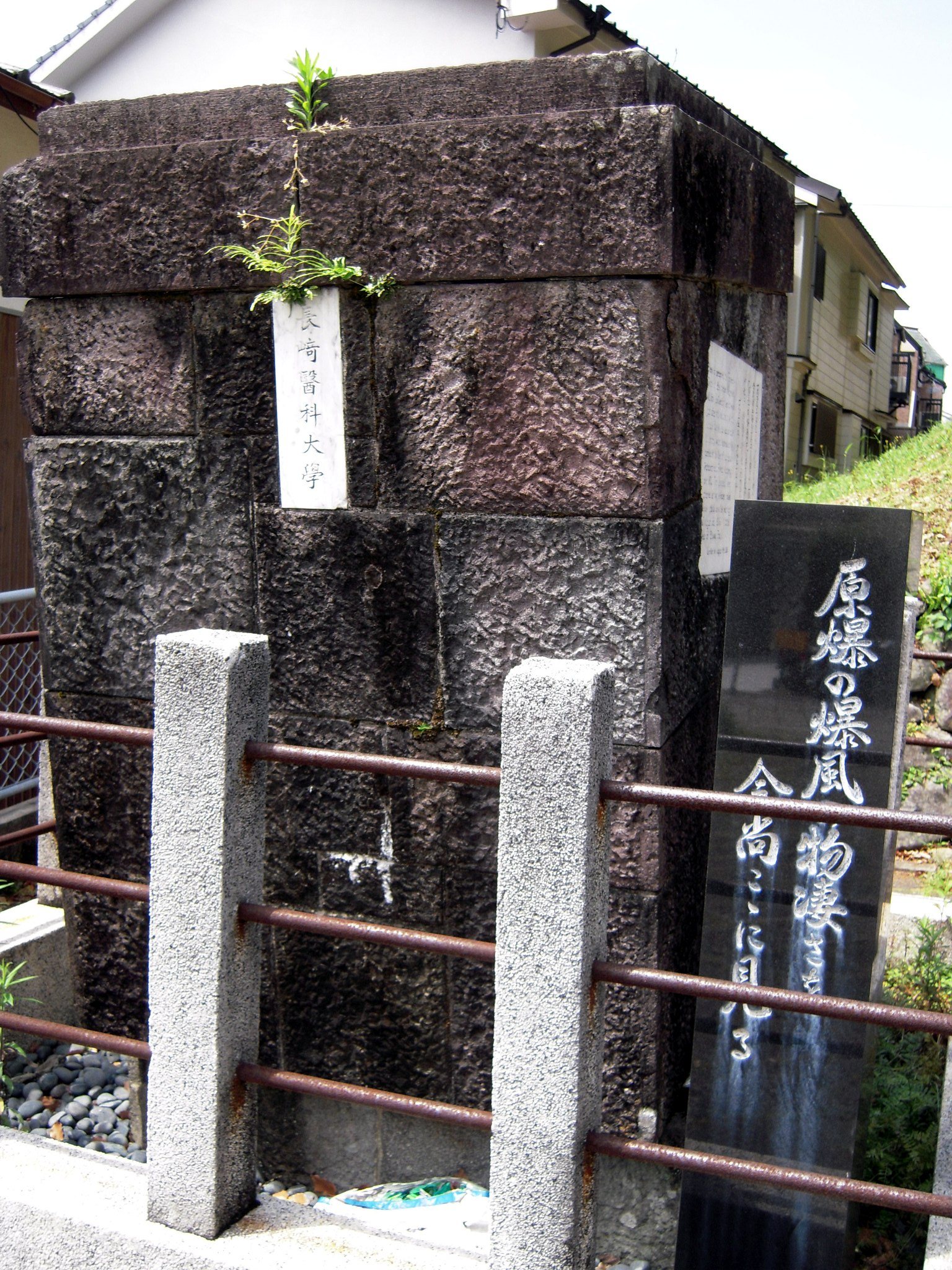
左側の門柱正面
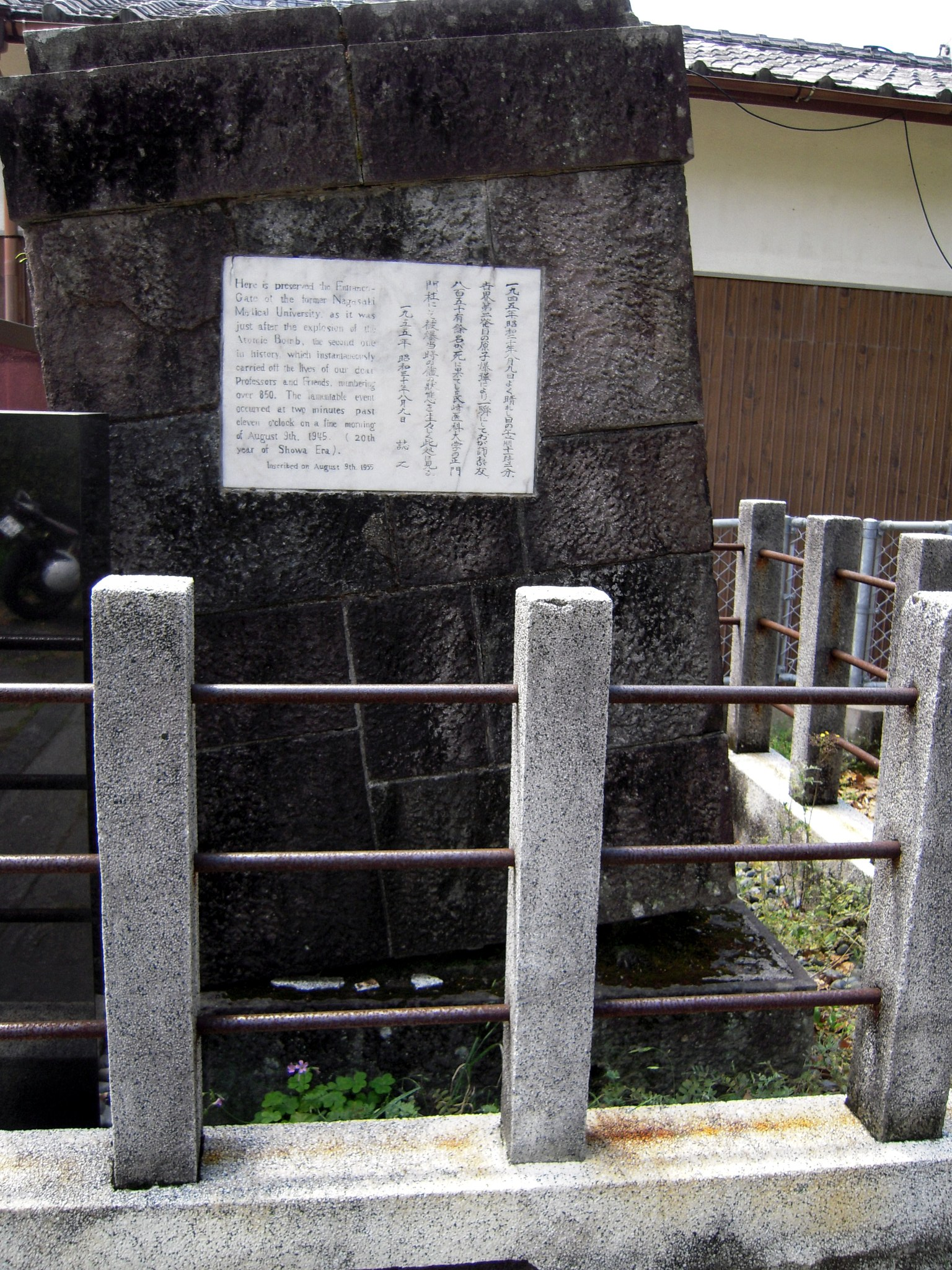
左側の門柱側面
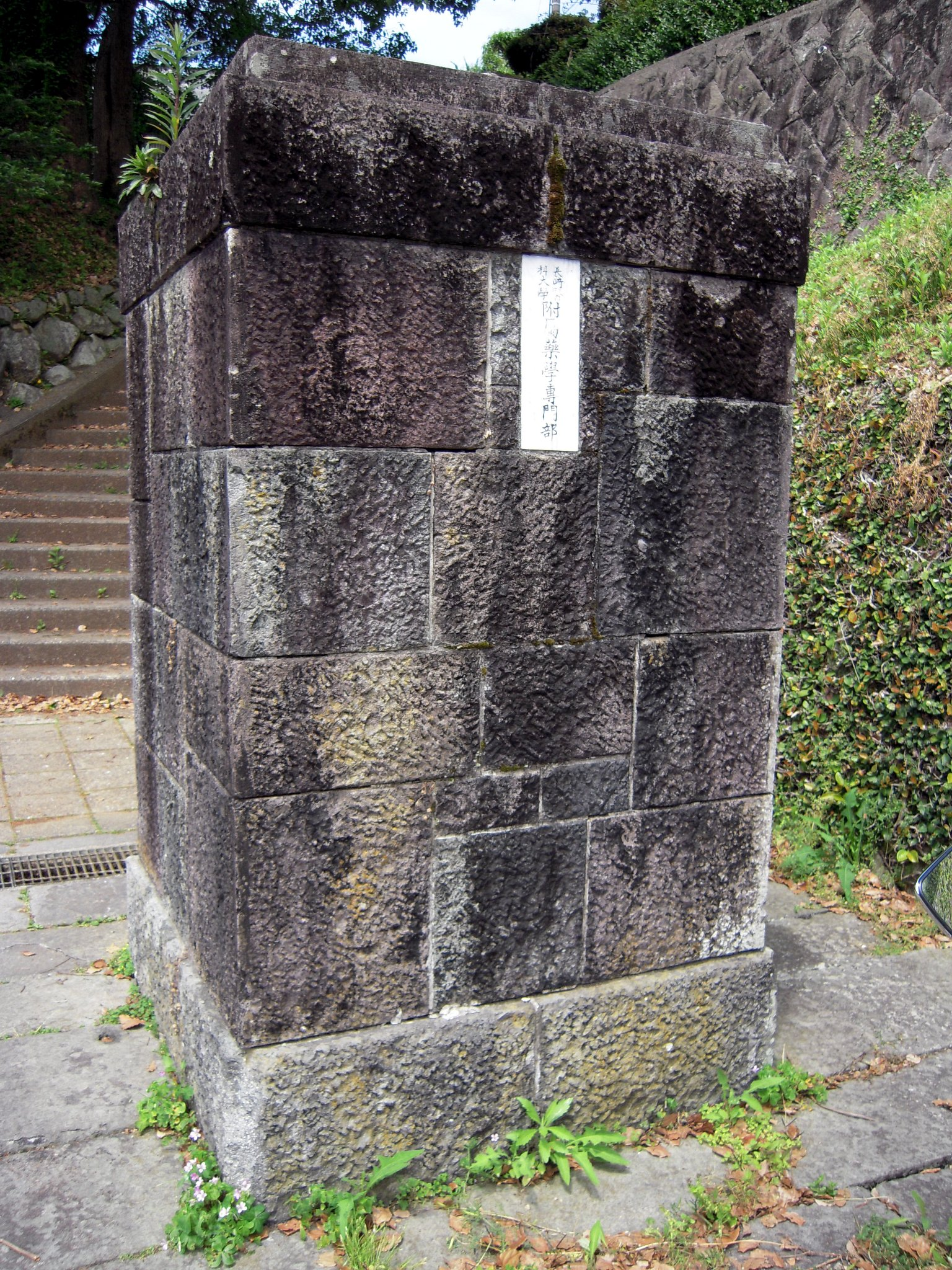
右側の門柱
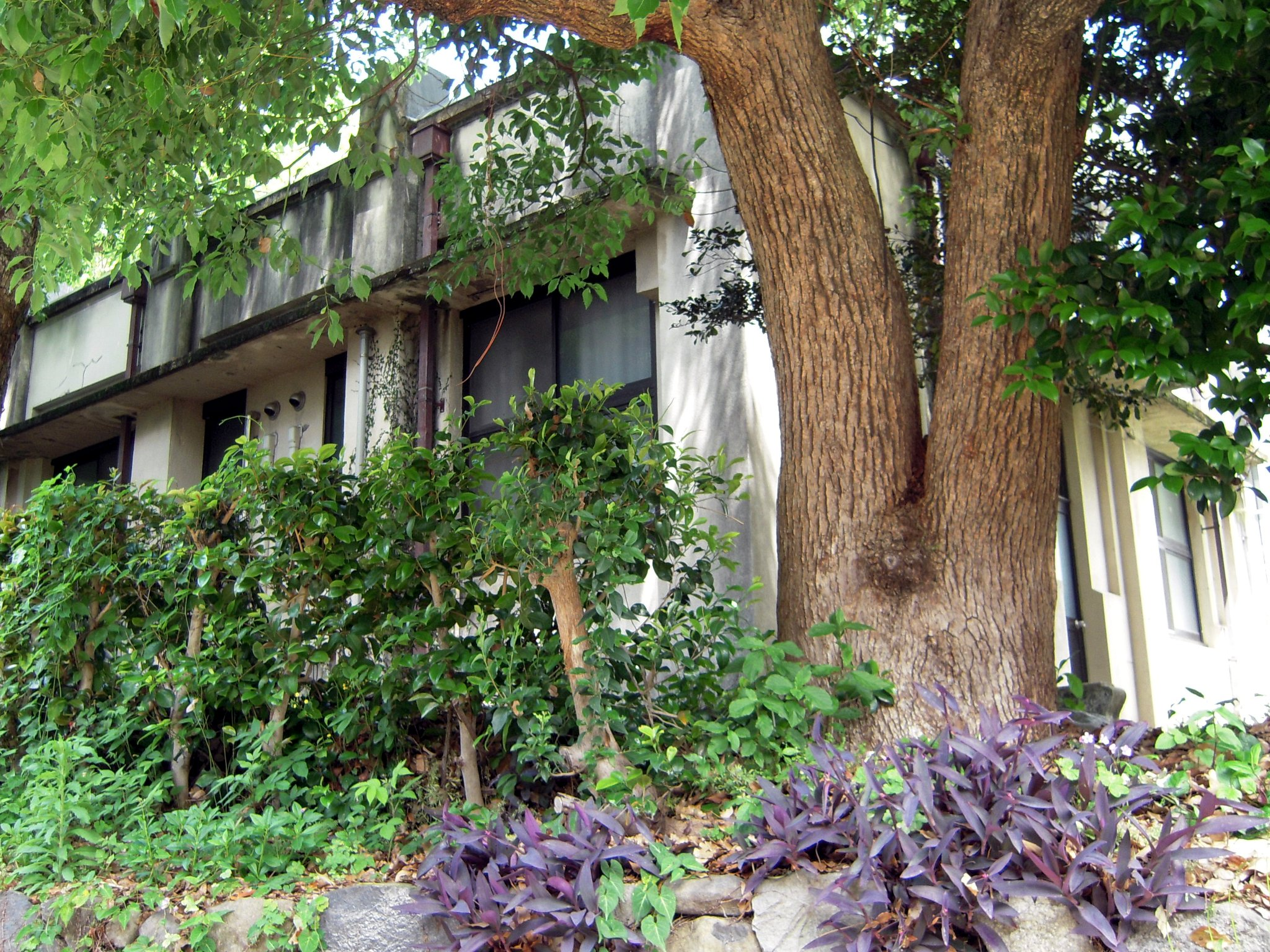
長崎大学医学部ゲストハウス（被爆時は長崎医大配電室）

## 著名な出身者・教員
出身者
- 永井隆 - キリスト者・医学博士（放射線医学専攻）。医大卒業後、助手となり講師・助教授を経て教授。被爆後、『長崎の鐘』『この子を残して』などを著し貧窮のうちに死去。
- 亀谷了 - 医学博士（寄生虫学専攻）。目黒寄生虫館を設立。
- 村上吉作 - 日本資本主義論争では講座派に属し農業問題研究で知られた（当時の筆名は野村耕作）。転向後医大に入学し、仮卒業生として附属医院で診療に従事していたが被爆死。
- 林京子 - 作家。附属厚生女学部専科中退。長崎高等女学校（長崎東高・長崎西高の前身校）在学中の被爆体験をテーマに小説『祭りの場』を著し芥川賞受賞。
- 下村脩 - 有機化学者・海洋生物学者。附属薬学専門部卒。緑色蛍光タンパク質(GFP)の発見とその開発で、2008年ノーベル化学賞受賞。
- 挟間文一[14] - 生理学者・発光生物学者。1927年に医大を卒業、1930年に同医大の助教授に就任する。それから1935年に京城医学専門学校へ転任した。1938年にノーベル生理学・医学賞にノミネートされた[15]。

教員（出身者は除く）
- 石田昇 - 精神科医。東京帝大医科大学卒。医専時代の初代精神病科教授。呉秀三門下で日本の精神医学草創期の人物のひとり。
- 斎藤茂吉 - 歌人・精神科医。東京帝大医科大学卒。医専時代の精神病科教授で石田の後任。
- 角尾晋 - 第2内科担当。東京帝大卒。被爆時の学長（先述）。
- 横山復次 - 薬学者。長崎医科大学教授。岐阜薬科大学教授。エーザイ取締役

## 東亜風土病研究所
日中戦争が全面化すると、中国大陸からの感染症の侵入を防止する研究の需要が高まり、1940年秋、長崎医大には病理学教室・細菌学教室を母体にした大陸医学研究班が設置された。翌年、同班は大陸医学研究所病理部と改称、病理・細菌2学科を設置し、1942年3月にはこれを拡充して東亜風土病研究所が開設されるに至った。
東亜風土病研究所は九州南部の風土病調査などを行う一方で、中国大陸の日本軍占領地で医療・衛生行政を担っていた同仁会と提携し、漢口などで野外調査を進めた。また当時長崎で大流行をみたデング熱の調査も行った（この時のデータは原爆被災を免れ現在も保存されている）。
1945年8月9日の原爆被災により、研究所は研究資料とともに一瞬のうちに焼失し、金子直教授（病理学）を始めとして多くの所員が爆死するなど大きな打撃を受け、研究活動は一時頓挫した。第二次世界大戦後の1946年4月、研究所は名称から「東亜」を削除して「風土病研究所」と改称、翌5月には諫早に移転して研究活動を再開した。
新制長崎大学の発足により風土病研究所は同大学の附置研究所となり、1960年には旧所在地である坂本町キャンパスへの復帰を実現、さらに1967年には国立学校設置法の一部改正により「熱帯医学研究所」と改称、現在に至っている（以後の沿革は当該項目参照）。

## 関連書籍
- 長崎大学医学部『長崎医学百年史』1961年
- 長崎医科大学原爆記録集編集委員会『原爆復興50周年記念長崎医科大学原爆記録集』（全3巻）長崎大学原爆復興五十周年医学同窓記念事業会、1995年
- 『忘れえぬ日：長崎医科大学被爆50周年記念誌』長崎大学医学部原爆復興五十周年医学同窓記念事業会、1995年
- 小路敏彦『長崎医科大学壊滅の日：救いがたい選択"原爆投下"』丸の内出版、1996年 ISBN 4895141098
- 村上吉作（野村耕作）『日本における地主的土地所有の危機』（中村福治：編集解説）文理閣、1988年 ISBN 9784892591334
- 飯島渉『マラリアと帝国：植民地医学と東アジアの広域秩序』東京大学出版会、2005年 ISBN 4130262106